# Calimocho

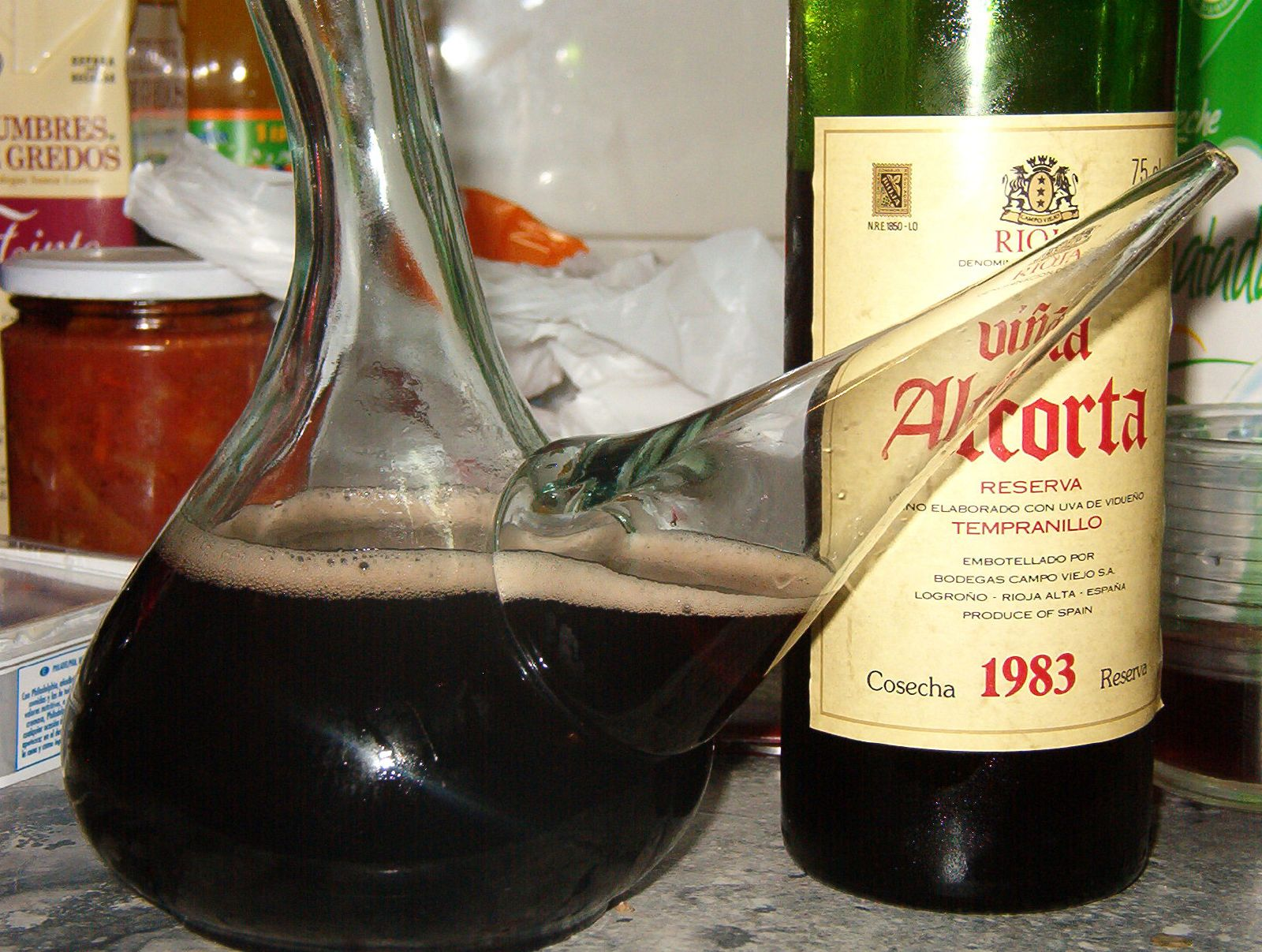
Porrón zawierający calimocho

Calimocho (w baskijskim kalimotxo) – baskijski napój alkoholowy powstały na bazie czerwonego wina (przeważnie z regionu baskijskiego Rioja Alavesa) i coca-coli w proporcjach 1:1.

## Nazwy
Inne nazwy to Rioja Libre (od Rioja i Cuba Libre), kali czy motxo (skróty od nazwy w euskera). W Chile drink znany jest jako jote, w Chorwacji – bambus, w Czechach – houba, w Polsce – Kerri Mucho

## Sporządzanie
W hiszpańskich barach calimocho sporządzane jest w niewielkich szklanych kubkach i serwowane z dużą ilością lodu, przed podaniem dobrze wymieszane, choć powszechnym zwyczajem jest przygotowywanie go w litrowych, plastikowych naczyniach, zwanych minis, katxi, litros, cubalitros czy jarras. Często do sporządzania calimocho wykorzystuje się wielokrotnie butelki po coca-coli, na przykład dwulitrowej, gdzie do litra coli dodaje się tyle samo czerwonego wina. W momencie, kiedy środki do przygotowania są trudniej dostępne, najtańszym i najprostszym sposobem sporządzania napoju wśród hiszpańskiej młodzieży jest wymieszanie najtańszego wina (sprzedawanego w kartonach jako stołowe Vino Tinto albo Red Wine) z coca-colą w plastikowej torbie sklepowej.
Bardziej wyszukanym wariantem jest przygotowanie drinka z domieszką likieru jeżynowego. Rzadziej calimocho przyrządza się z białego wina i napoju o smaku cytrynowym, nazywając je wtedy pitilingorri albo caliguay. Czerwone wino wymieszane w proporcjach 1:1 z pomarańczowym napojem gazowanym jest zwykle zwane pitilin gorri (gorri – „czerwony” w euskera).